# Lindenau (Scheidegg)
Lindenau (westallgäuerisch: Lindəau) ist ein Gemeindeteil des Markts Scheidegg im bayerisch-schwäbischen Landkreis Lindau (Bodensee).

## Geographie
Das Dorf liegt circa drei Kilometer südlich des Hauptorts Scheidegg und zählt zur Region Westallgäu. Es liegt am Hang des Pfänderstocks.

## Ortsname
Der Ortsname bedeutet am Wasser gelegene Stelle (Au) mit Linden.

## Geschichte
Lindenau wurde erstmals im Jahr 1569 urkundlich erwähnt.  1771 fand die Vereinödung in Lindenau mit acht Teilnehmern statt. Der Ort gehörte einst der Herrschaft Altenburg an.